# Статуты Великого княжества Литовского

Заголовок на титульном листе третьего Статута, 1588 год

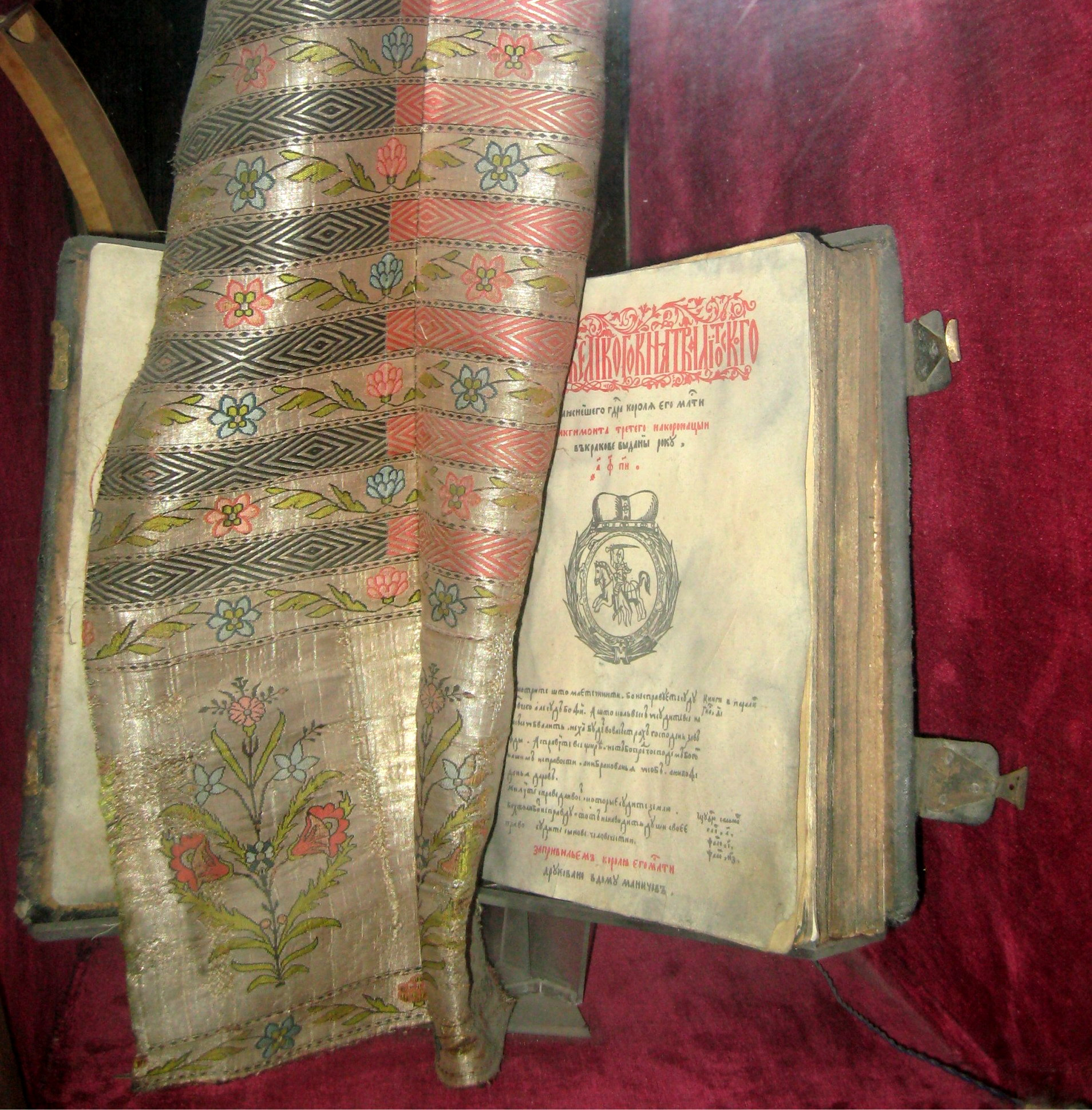
Слуцкий пояс и Третий статут Великого княжества Литовского

Стату́т Великого княжества Литовского — свод законов Великого княжества Литовского, составлявший правовую основу государства. Первый Статут, состоящий из 13 разделов (283 статьи) был издан в 1529 году. Статут регламентировал вопросы гражданского, уголовного и процессуального права. Второй Статут был издан в 1566 году и отражал социально-экономические и политические изменения. Третий Статут был издан в 1588 году и действовал на территории ВКЛ до полной его отмены в 1840 году.  Статуты ВКЛ упоминались в преамбуле проекта Конституции Республики Беларусь, но при окончательном утверждении осталась лишь отсылка на многовековые традиции белорусской государственности. В преамбуле Конституции Литовской Республики 1992 года Статуты названы правовыми фундаментами литовского государства.

## Редакции

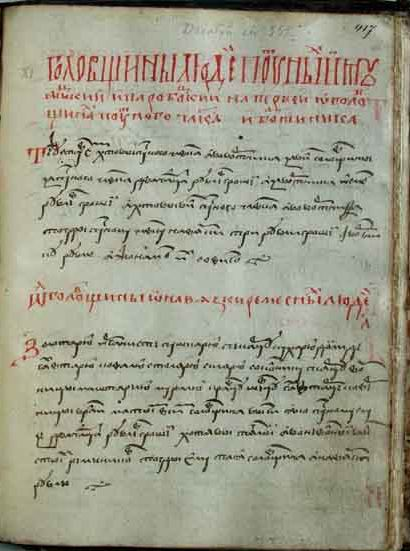
Статут Великого княжества Литовского 1529 года

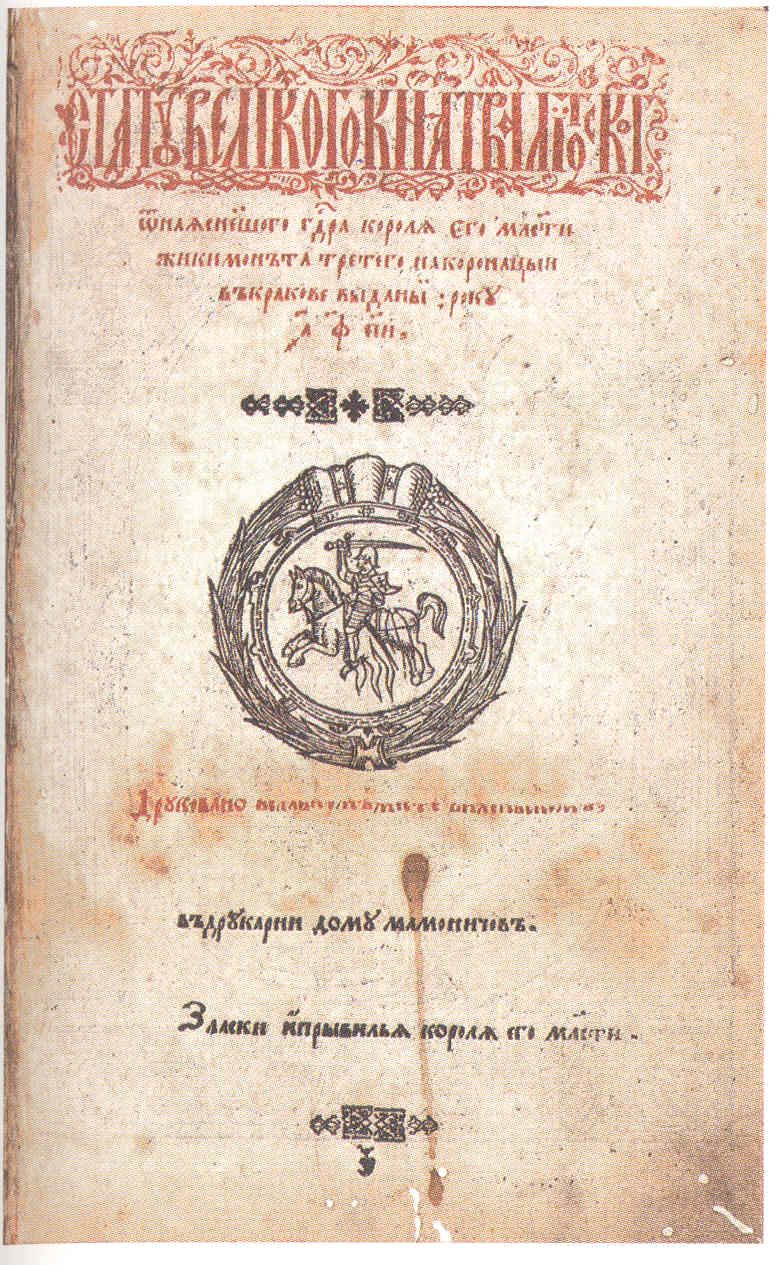
Статут Великого княжества Литовского 1588 года.
Типография Мамоничей.

Статут Великого княжества Литовского принимали четыре раза: в 1522, 1529, 1566 и 1588 годах на западнорусском языке. Первый и Второй Статуты не печатались, а переписывались от руки.
Кодекс был составлен в Великом княжестве Литовском в XVI веке и продолжал сохранять свою силу в бывших областях этого государства в качестве сборника их гражданских законов почти до середины XIX века: до 1831 года в Витебской и Могилёвской губерниях, и до 1840 года в Виленской, Гродненской и Минской. губерниях Упоминания о «Статуте Великого Княжества Литовского» или о «Статуте земском» встречаются в источниках ещё в последней четверти XV и первой XVI века, но тогда под этими терминами понимался не какой-либо кодекс, а вся совокупность земских «устав и ухвал», равно как земских и областных привилеев, издававшихся великим князем литовским и его радой.
Необходимость кодификации законов, вытекавшая как из пестроты права, источниками которого служили старые обычаи и новые жалованные грамоты, или «привилеи», великих князей, так и из стремлений усилившейся шляхты высвободиться из-под тяжести великокняжеской власти, повела к изданию в 1529 г. на виленском сейме кодекса законов под именем Статута Великого Княжества Литовского. Большинство исследователей держится того мнения, что этот первый, или «старый», Статут никогда не был напечатан и действовал только в писанной форме. Профессор Ф. И. Леонтович приводил, однако, свидетельство одного акта 1552 г. о «друкованом», или печатном, Статуте.
Статут 1529 года не был особенно благоприятен для шляхты и заключал в себе немало устарелых и весьма суровых постановлений. Поэтому уже на берестейском сейме 1544 г. литовские чины просили короля Сигизмунда I об исправлении Статута.  В 1551 епископ Жемайтии Ян Домановский возглавил 1-ю комиссию по разработке Статута Великого княжества Литовского 1566, которая состояла из 5 католиков и 5 православных. На сеймах 1564, 1565 и 1566 годов были утверждены поправки в Статут 1529 года. Новая редакция, известная также под названием Второй Статут, была окончательно утверждена королём  Сигизмундом Августом 1 марта 1566 года.
Вскоре поднялся вопрос о новом исправлении Статута. Князь Ян Болеславович Свирский был послом (депутатом) от Жемайтской земли на Люблинский сейм 1569 г., на котором был включён в состав комиссии по доработке Статута Великого княжества Литовского. Исправленный на поветовых сеймиках и утверждённый на головном съезде литовских чинов в Волковыске (1584), он был просмотрен на варшавском элекционном сейме 1587 г. и окончательно утверждён на коронационном сейме 1588 г. В том же году этот «третий Статут» был издан на западнорусском письменном языке подканцлером Львом Сапегой в Вильне. Это издание и было оригиналом закона; многочисленные польские переводы, начавшиеся с 1616 г., такого значения не имели и носили частный характер.

## Содержание
Статут Великого княжества Литовского 1529 года состоял из более чем 240 статей (артикулов), разделённых на 13 разделов. В Статуте содержались нормы земельного, уголовного, гражданского, процессуального и государственного права. Основополагающими источниками права Статута 1529 года являлись Русская Правда и Судебник 1468 года.
Впоследствии был принят Статут 1566 года, который состоял уже из 367 статей (артикулов), поделённых на 14 разделов.
В свою очередь в 1588 издаётся третий Статут, распространивший своё действия на территорию современной Литвы и Белоруссии вплоть до наступления 1840 года.

### Нормы гражданского права
Согласно положениям всех Статутов правоспособность и дееспособность лиц ставилась в зависимость от принадлежности к тому либо иному сословию и классу, а также от имущественного положения. Так полную правоспособность имели лишь лица, относящиеся к высшему духовенству или являющимися крупными феодалами. В свою очередь, обычные феодалы зависимые от более крупных феодалов т.е. вассалы могли получить полную правоспособность только с его согласия. Значительные ограничения налагались на безземельную шляхту. Так лица принадлежавшие к данному классу не имели права претендовать на выборные должности. В свою очередь мелкая шляхта состоявшая на службе у пана не могла покинуть службу без его согласия и не имела право продавать полученное в период службы недвижимое имущество. Полностью отсутствовали права у челяди состоящей в неволи, она в принципе не имела права владеть имуществом. Феодальные владения подразделялись на три типа в зависимости от их способа их получения. Первый тип (отчины или дедины) это имения, полученные по наследству по мужской линии. Второй тип это имения, купленные самим феодалом. Третий тип это имения переданные во временное пользование в связи с осуществлением службы.

### Обязательственное право
Статутами предусматривались различные формы договоров и порядок их заключения, а также сроки исковой давности и иные положения обязательственного права. Например договор купли-продажи усадеб и различных типов имений в обязательном порядке надлежало заключать в письменной форме в присутствии двух свидетелей, а впоследствии зарегистрировать его в суде. В свою очередь в случаях предоставления займа в размере свыше 10 коп грош (копа примерна равнялась 60 грошам, грош – небольшая серебряная монета), заимодавец обязан получить письменной подтверждения с заёмщика. Кроме того, договор займа мог обеспечиваться имуществом путём передачи его во владение (заставу т.е. в залог) заимодавца.Сроки исковой давности по обязательствам связанным с недвижимым имуществом составлял 10 лет, тогда как для движимого имущества 3 года. Из данной нормы также были некоторые исключения.

### Наследственное право
Наследники согласно положениям Статутов подразделялись на несколько очередей. Так наследниками первой очереди являлись дети наследодателя и их дети, при условии, что они были рождены в законном браке, а также в период жизни наследодателя не были лишены им прав на наследуемое имущество. Наследниками второй очереди являлись братья и сёстры умершего. При этом в случае если в семье имелись дети обоих полов (мальчики и девочки, вне зависимости от их количества) девочки не наследовали недвижимое имущество отца, а получали только одну четверть остальной наследственной массы. Однако в случае кончины матери, её имущество разделялось в равных долях между детьми обоих полов. Приданное полученной мужем перед свадьбой в случае отсутствия у супружеской пары детей после кончины жены подлежало возврату её родственникам. По завещанию третьим лицам могло перейти имущество только купленной завещателем самостоятельно. При этом отчины (вид имения) могли быть переданы только наследникам по закону.  Лицам, находящимся в феодальной зависимости, позволялось завещать третьим лицам, только одну треть своего движимого имущества. Оставшиеся две трети они были обязаны оставить своим потомкам. В случае отсутствия у них детей, данные две трети имущества переходили в собственность господина. Согласно положениям Статута 1588 года появлялась возможность наследование женой имущества мужа. Кроме того появились наследники третей очереди, которыми являлись родители умершего, а также наследники четвёртой очереди к которым относились иные родственники.

### Семейное право
Брак считался законным т.е. признавался государственными органами только в случае соблюдения установленных церковных обрядов совершённых при его заключении. Условиями для вступления в брак являлись: достижение совершеннолетнего возраста, отсутствие ранее заключённого брака и отсутствие близкого родства. Обычно муж являлся главой семьи и законным представителем жены. Однако в случае если муж приходил в дом жены, его права значительно ограничивались, а управление хозяйством оставалось прерогативой жены. Дети являлись подвластными лицами в отношениях с родителями. Так в случае несостоятельности родителей (простых людей) суды были вправе вынести решение согласно, которому дети передавались в залог кредиторам.
Родители должны были отдавая дочерей замуж обеспечить их соответствующим приданным. Состав и размер приданного мог определяться соглашением родителей брачующихся либо нормами обычного права. В случаях отсутствия родителей обязанность по предоставлению приданного переходила к её братьям.  
Согласно нормам канонического права расторжение браков не допускалось. Однако в соответствии с положениями обычного права брак мог быть расторгнут по заявлению одного либо обои супругов как духовным так и светским судом.

### Уголовное право
В различных Статутах преступления определялись различным образом. Так в ряде случаях преступлением являлось общественно опасное деяние именуемое «выступ», не связанное с причинением вреда третьим лицам. В другом случае преступлением считалось причинение вреда именуемое «шкода», «кривда» или «гвалт». В случае совершения преднамеренного убийства, лицо совершившее данное деяние подвергался смертной казни, с оставшегося после его смерти имущества взыскивался определённый штраф (головщина) и иные расходы связанные с компенсацией причинного материального вреда. В случае совершения убийства по неосторожности, лицо совершившее данное деяния освобождалось от наказания в случае выплаты родственникам убитого головщины. При рассмотрении уголовных дел судьям надлежало принимать во внимание возраст лица, совершившего преступление. Не подвергались уголовному преследованию лица не достигшие совершеннолетнего возраста. Согласно положениям Статута 1566 года совершеннолетием считалось достижение 14 лет, тогда по Статуту 1588 достижение 16 лет.
В различных Статутах чётко прослеживалось деления соучастия на простое и сложное. Под простым соучастием понимались случаи, когда все соучастники являлись фактическими соисполнителями преступлений. В таком случаи все они подвергались одинаковому наказанию. Под сложном соучастием понимались случаи, когда при совершении преступления были подразделены роли на исполнителей, пособников, организаторов и иные. В таком случае наказание дифференцировалось в зависимости от роли и степени вовлечённости при совершении преступления.
В Статутах явно отражался сословный характер уголовного права при назначении наказания за совершённые преступления. Например, наказание за преступление, совершённое феодалом (шляхтичем) было более мягкое, чем наказание за тоже преступление, но совершённое простым человеком. Однако в случаях если шляхтич причинит вред равному себе, то наказание будет назначено по принципу «зуб за зуб». При этом, если шляхтич причинит вред простому человеку, то наказанием будет являться лишь денежный штраф. Тогда как если простой человек причинит вред шляхтичу, наказанием для него являлась смертная казнь.
Целями наказания согласно положениям Статутов являлось возмездие за совершённые преступные деяния, устрашение населения, возмещение вреда и пополнение казны.
За совершение преступлений против государства, убийства, кражу предусматривалась смертная казнь через повешения, сожжение, утопление или отсечение головы. Тюремное заключение обычно назначалось на срок от 6 недель до 1 года и. К представителям шляхты принялось особо позорное для них наказание в виде лишение чести и прав. Широкое применение имели наказания имущественного характера. Так за совершение ряда преступлений предусматривался штраф, который называли «виной». Компенсация в целях возмещения ущерба называлась головщиной. Денежные средства, поступающие в счёт уплаты «вины», обычно направлялись в казну или на содержание должностных лиц. Размер денежных средств подлежащий оплате родственникам убитого в счёт головшины зависел от должности и сословной принадлежности. Согласно положениям Статута 1529 года за крестьянина надлежало оплатить 10 коп. грошей, тогда за шляхтича 100 коп. грошей.  

## Процессуальное право

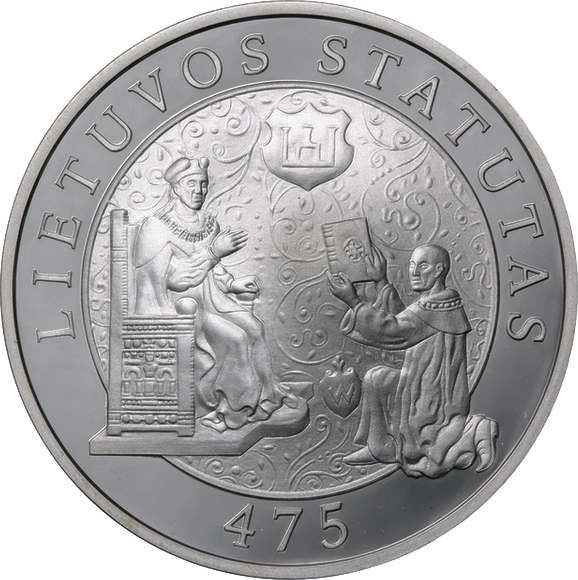
Памятная монета 50 литов к 475-й годовщине Первого статута (2004)

В Статутах Великого княжества Литовского не разграничивались нормы уголовного и гражданского процесса. Согласно положениям Статутов судебный процесс являлся обвинительным, так потерпевшая сторона должна самостоятельного заниматься сбором доказательством и их последующим предоставлением в суд. При этом в Статуте 1566 года появилось норма в соответствии с которой в случаях совершения особо тяжких преступлений необходимо было проводить государственное расследование. Уголовный процесс фактически относился к инквизиционному.  Однако на любой стадии судебного разбирательства было возможно примирение сторон, причём как по уголовным так и по гражданским делам. Статутам предусматривалось участие представителей и адвокатов в судебных разбирательствах.

### Доказательства
Согласно положениям Статутов все доказательства подразделялись на 2 группы: совершенные доказательства и несовершенные доказательства.  К первой группе относились: признание стороны, задержание на месте преступления, письменные доказательства (акты), а также показания определённых лиц, поименованных в Статутах. Судьёй после рассмотрения дела по существу озвучивал своё решение в устной форме сторонам. Впоследствии краткое информации о нём вносилась в судебную книгу. Сторона желающая оспорить вынесенное решение была обязана озвучить это при вынесении соответствующего решения, иначе она лишалась права обжалования. В случаи оспаривания решения и передачи дела в суд второй инстанции сторонам запрещалось представление новых доказательств. Исполнение судебных решений вызвало много проблем т.к. феодалы зачастую отказывались их исполнять. Меры процессуального принуждения к ним отсутствовали. В связи с этим многие вынесенные решения оставались не исполненными.

## В правовой системе Российской империи
После присоединения территорий Великого княжества Литовского к Российской империи населению этих территорий предоставлено было первоначально пользование местными законами, и таким образом было сохранено значение Литовского Статута в гражданских делах. Это привело к необходимости перевода Литовского Статута на современный русский язык для пользования сенаторов, и в 1811 г. был напечатан такой перевод, выполненный под наблюдением обер-прокурора 3-го департамента сената Посникова с польского издания 1786 г.
Издание 1811 г. получило широкое распространение в Малороссии и бывших литовских областях; уже через 10 лет понадобилось новое издание. Когда к нему приступили, в «Северном Архиве» появилась статья, доказывавшая, что польское издание 1786 г. даёт весьма искажённый текст Литовского Статута.
Перепечатка сенатского издания была приостановлена, и возникший вопрос отнесён на рассмотрение комитета министров, высочайше утверждённое положение которого признало подлинником Литовского Статута текст  на западнорусском письменном языке 1588 года, а наиболее верным переводом — польское издание 1616 г.
Была образована особая комиссия из чинов министерства юстиции и министерства народного просвещения, на которую было возложено изготовление нового перевода Литовского Статута на современный русский язык, причём предполагалось тексту этого перевода дать обязательную силу. Работы комиссии были закончены к 1834 году, но под влиянием событий 1830—1831 г. труд комиссии остался бесполезным. В связи с распространением на западные губернии действия Свода законов Российской империи, включавшего ряд норм местного законодательства, в 1840 году действие Литовского Статута было отменено во всех бывших литовских областях. В числе положений, перешедших из Литовского Статута в Свод законов, наиболее важными были нормы об управлении казёнными и арендными имениями. Издание Свода законов 1842 года было пополнено нормами Литовского Статута, уточнявшими и разъяснявшими общие правила.

## Последующие переводы и издания
В конце 1850-х доктор права Владимир Спасович трудился над подготовкой критического издания Литовского Статута, однако вследствие закрытия типографии Огрызко издание не осуществилось.
В Ольшевской летописи был помещён польский перевод Статута ВКЛ 1529 года. Ольшевская летопись впервые была издана Александром Хоминским в Вильно в 1907 г.
В 1916 году Иваном Лаппо, занимавшим в то время должность профессора русской истории в Юрьевском университете, выпущена в свет книга «Литовский статут в московском переводе-редакции».
Профессор Вильнюсского университета Константинас Яблонскис являлся редактором издания «Статут Великого Княжества Литовского 1529 года» (Мн, 1960).